# .mo
.mo es el dominio de nivel superior geográfico (ccTLD) para Macao.